# Generał porucznik wojsk pancernych

Pagon na mundurze paradnym

Generał porucznik wojsk pancernych (ros. Генерал-лейтенант танковых войск) – stopień wojskowy w korpusie wyższych oficerów wojsk pancernych w Siłach Zbrojnych ZSRR w latach 1940–1984; niższy stopień to generał major wojsk pancernych, kolejny wyższy to generał pułkownik wojsk pancernych.